# Лозно-Александровская поселковая община
Лозно-Александровская поселковая территориальная община (укр. Лозно-Олександрівська селищна територіальна громада) — территориальная община в Украине, в Сватовском районе Луганской области. Административный центр-поселок Лозно-Александровка.
Образована 8 февраля 2018 года путем объединения Лозно-Александровского поселкового совета и Мирненского, Солидарненского сельских советов Белокуракинского района.
В 2020 году переобразована путем объединения Лозно-Александровского поселкового, Мирненского, Солидарненского, Шаровского сельских советов Белокуракинского района и овцеводческого и Привольского сельских советов Троицкого района.

## Населённые пункты
Посёлки: Лозно-Александровка, Мирное
Сёла: Березовка, Овчаровое, Ольшаны, Гладковое, Головковое, Дуванка, Калиновая Балка, Кочино-Распасеевка, Лозное, Луговое, Маслаково, Николаевка, Новопокровка, Нянчино, Олексапиль, Петровка, Попасное, Приволье, Солидарное, Трудродительское, Чаплиевка, Шаровка, Шахматное.

## Органы власти
Административный центр — Лозно-Александровка
Код КАТОТТГ — UA44100070000070448
Рада — Лозно-Александровский поселковый совет
Глава общины — Евгений Юрьевич Светличный